# Борец (медведь)
Борец — бурый медведь из коллекции Московского зоопарка 1910-х — 1930-х гг.

## Биография
Родился на воле, в Семипалатинской области, взят охотниками от убитой матери и помещён в Московский зоосад в конце 1900-х — начале 1910-х гг..
Огромный бурый медведь получил свою необычную кличку «Борец» ещё до революции — за то, что научился, вставая перед решёткой клетки и захватывая лапами воздух, изображать борьбу со своими обидчиками из публики. В то время посетителям можно было не только безнаказанно дразнить и натравливать животных друг на друга, но и «тыкать» их через решётку тросточками, бросать в них всё, что попадётся под руку.. Сначала он «боролся» от злобы, потом — за подачки еды, которую бросала в клетку медведю-«борцу» развлекавшаяся в зоосаде публика.
После революции в годы гражданской войны «зоологический сад голодал вместе со всей страной. Было не до зверей… Борец спасся благодаря старому служителю сада Кузьме, который давал ему лишний корм. Борец тогда был так худ, что шерсть не скрывала выступавших костей. Глаза его, прежде острые и внимательные, погасли. Походка стала медленная, тяжелая, весь он отупел…»
Затем зоосад стал восстанавливаться из разрухи, зверей, пережившие суровые годы, стали хорошо кормить, и медведь Борец поправился. А в октябре 1926 г., когда состоялось открытие Новой территории, он впервые за свою долгую зоосадовскую жизнь покинул тесную клетку и очутился в открытом загоне Острова зверей. «Когда отворили дверь на волю, Борец вышел на свет и воздух в открытое пространство, как в западню, — несколько лет спустя вспоминала Вера Чаплина, кюбзовкой принимавшая активное участие в работе по перемещению хищников на Остров зверей. — Все казалось ему неестественным. Этот огромный медведь казался жалким: так робко и неуверенно, точно новорожденный щенок, он шел по свободной пахнувшей земле. Дойдя до рва с водой, он встал во весь рост. Тут он в первый раз почувствовал ветер, как может ветер окружать и гладить тело… Он сделал привычное движение: обхватил лапами воздух и точно поборолся с ним, — в первый раз не от злобы, не за кусок хлеба, а от ощущения силы и радости жизни».
Но скоро Борец освоился, «стал обследовать свой загон и полез наверх, цепляясь когтями за неровности стены. Ему оставалось уже около метра до края отвесной стены рва, когда служащий, поставленный со штуцером на перекрытии, куда лез медведь, спросил, волнуясь: „Стрелять“? Но в это время камень не выдержал тяжелой туши, и Борец упал навзничь. Он долго тер лапами затылок и шею, избегал даже глядеть на высокую стену и больше на неё не лазил».
Заместитель директора зоопарка по научной части П. А. Мантейфель вспоминал, что на этом попытки медведя прогуляться по зоопарку не закончились. Весною, в оттепель, Борец «начал вдруг мять в своих могучих объятьях снег и стаскивать снежные комья в ров. Потом он поднялся на задние лапы и протянул передние к борту рва, как бы примериваясь, не пора ли уже вылезать на волю? Положение становилось угрожающим. Я отдал распоряжение: — Бомбы!.. Служители парка побежали на склад и через минуту-другую вернулись нагруженные бомбами. Это были специальные снаряды, безопасные для жизни людей и зверья, но взрывавшиеся с оглушительным грохотом. Мы начали рвать их в том месте, где Борец смастерил свою горку. Взрывы напугали косматого великана. Он торопливо покинул ров и долго потом к нему не подходил».
Попав в просторный загон, максимально приближённый к условиям свободы, Борец в первую же зиму 1926/1927 гг. устроил себе берлогу и впал в спячку, чего во время пребывания в клетке за ним не водилось. А в следующую зиму медведица Плакса, прибывшая в зоопарк из Вологодских лесов и помещённая на Остров зверей вместе с Борцом, родила трёх медвежат. К своим детёнышам медведи-самцы относятся весьма недружелюбно, и Борец не стал исключением, в первый год то и дело пытаясь подобраться к детёнышам.

«Медведица напала на Борца». Рисунок А. Н. Комарова из книги П. А. Мантейфеля «Рассказы натуралиста» (М.-Л., 1937)

Он был вдвое больше и сильнее Плаксы. «Но медведица-мать страшна в своем гневе. С яростью набрасывалась она на медведя и осыпала его такими ударами, что тот сразу отступал. Уклоняясь от оплеух своей супруги, медведь обычно пятился на задних лапах, а передними старательно прикрывал голову. Пятясь задом от наступавшей медведицы, он как-то раз свалился в ров. „Семейные сцены“ повторялись изо дня в день, пока Борец не примирился с необходимостью терпеть подле себя подраставших медвежат. Плакса до того довела его бесконечными побоями, что у медведя выработался даже особый рефлекс: когда медвежата… приближались к отцу он опрометью бежал от них прочь и, опасливо глядя на строптивую мамашу, заранее прикрывал свою голову лапами».
«Оба медведя живут сейчас на новой территории, — писала в 1934 г. сотрудница Московского зоопарка и кюбзовка 1920-х гг. Е. Г. Румянцева. — Борцу уже много лет, но выглядит он очень хорошо: шерсть чистая и блестящая, и он производит впечатление зверя в полном расцвете сил. Иногда он по-прежнему борется сам с собой, стоя на задних лапах, или катается по земле и хватает себя то за одну лапу, то за другую… Плакса тоже выглядит хорошо, и в этом году у неё опять родились медвежата». Руководитель секции млекопитающих С. В. Гуляев уточнял, что Плакса родила своё очередное потомство 14 января 1934 г. — в берлоге, которую ей вырыл Борец. В 1936 г., когда к изданию готовилась книга П. А. Мантейфеля «Рассказы натуралиста», Борец был ещё жив, и его возраст составлял не менее 25 лет.

## Литературный герой
Медведь Борец был одним из любимых зоопарковских персонажей в литературном творчестве выдающегося отечественного натуралиста Петра Мантейфеля, который описывал яркие и поучительные эпизоды из жизни знаменитого медведя в рассказах: «О сообразительности животных», «История одной медвежьей семьи», «Без тренировки» (все в сборнике «Рассказы натуралиста», 1937) и «Первый день на „Острове зверей“» (в сборнике «Записки натуралиста», 1961). О Борце и его подруге Плаксе написана одноимённая глава в очерке Михаила Пришвина «Звери», опубликованном в журнале «Красная новь» (1931, № 22).
Борец стал героем одноимённого рассказа 25-летней сотрудницы Московского зоопарка Веры Чаплиной, опубликованного в 1933 г. в журнале «Юный натуралист». В своём рассказе Чаплина привела о Борце и некоторые биографические сведения. Другой рассказ «Борец» публикуется в 1935 г. — в сборнике «Мои знакомые», его автором стала ещё одна сотрудница зоопарка Елена Румянцева. Медведя Борца также упоминали в своих книгах Николай Шкляр («Повесть о зоопарке», 1935) и Борис Ржевский («За вольерами зоопарков», 1974). 
В числе одной из самых ранних и заметных публикаций о Борце и Плаксе в периодике стал иллюстрированный очерк художника-анималиста Дмитрия Горлова «На новую квартиру! (К расширению Московского Зоопарка)» в журнале «Всемирный следопыт» (1926, № 12).